# San Salvador (Spagna)
San Salvador è un comune spagnolo di 40 abitanti situato nella comunità autonoma di Castiglia e León.